# Ninpuu Sentai Hurricaneger
Ninpuu Sentai Hurricaneger (忍風戦隊ハリケンジャー, Ninpū Sentai Harikenjā, vertaalt als Stealth Wind Squadron Hurricaneger) is de 26e Sentai serie geproduceerd door Toei. De serie werd van 17 februari 2002 tot 9 februari 2003 uitgezonden in Japan en bestond uit 51 afleveringen. De serie diende als basis voor de Power Rangers-serie Power Rangers: Ninja Storm.

## Verhaallijn
Op de Hayate’s Way Ninja Academie vallen drie studenten Yousuke, Nanami en Kouta een beetje buiten de groep. Aangezien hun sensei gelooft dat ze de aanleg hebben grote ninja’s te worden geeft hij hen vaak privé training. Op een dag vallen de Jakanja, een ras van buitenaardse ninja’s, de academie aan en vermoorden de meeste studenten. De sensei, Mugansai, veranderd zichzelf in een hamster om aan de aanval te ontsnappen. Yousuke, Nanami en Kouta overleven als enige studenten de aanval omdat ze niet aanwezig waren op het schoolterrein. Ze worden door Mugansai’s dochter Oboro meegenomen naar een onderaardse basis waar Mugansai zelf ook blijkt te zijn. Ze geeft hun de Hurricane Gyros, speciale apparaten waarmee ze zich kunnen veranderen in de legendarische Hurricanegers om de Jakanja te bevechten.
Al snel duiken er twee andere ninja’s op, genaamd de Goraijer. Zij zijn van de Ikazuchi’s Way Ninja Academie, een rivaliserende ninja-academie. Een tijdje vechten ze mee met de Jakanja omdat ze geloven dat de Hurricanges achter de aanval op hun academie zaten. Wanneer ze ontdekken dat de Jakanja beide academies hebben aangevallen, besluiten ze zich aan te sluiten bij de Hurricanegers.

## Karakters

### Hurricanegers
De enige overlevende studenten van de Hayate’s Way Ninja Academie.
- Yousuke Shiina (椎名鷹介, Shīna Yōsuke) / Air Ninja Hurricane Red (空忍ハリケンレッド, Soranin Harikenreddo): de leider van het team, maar niet bepaald de slimste. Zijn moed en doorzettingsvermogen vullen zijn soms trage denkvermogen aan. Hij werkt bij een glazenwassersbedrijf. Zijn ninjatechniek is gebaseerd op wind.
- Nanami Nono (野乃七海, Nono Nanami) / Water Ninja Hurricane Blue (水忍ハリケンブルー, Mizunin Harikenburū): de enige vrouw in het team die ervan droomt ooit een popster te worden. Ze heeft een manager die telkens overal een optreden voor haar probeert te regelen, wat Nanami vervolgens weer af moet zeggen vanwege haar taak als Hurricaneger. Haar ninjatechniek is gebaseerd op water.
- Kouta Bitou (尾藤吼太, Bitō Kōta) / Land Ninja Hurricane Yellow (陸忍ハリケンイエロー, Okanin Harikenierō): in tegenstelling tot Yousuke denkt hij goed na over zijn acties. Hij heeft een jonger zusje, Meiko, op wie hij past sinds hun ouders bij een auto-ongeluk omkwamen en ze samen in een weeshuis belandden. Zijn ninja techniek is gebaseerd op aarde.

### Goraijer
De Lightning Speed Gouraiger (電光石火ゴウライジャー, Denkōsekka Gōraijā) zijn twee broers van de Ikazuchi’s Way Ninja Academie, een tweede ninja academie die eveneens is aangevallen door de Jakanja. Ook hier zijn alle studenten gedood, behalve de Kasumi broers. In het begin zien ze de Hurricanegers als vijanden vanwege de rivaliteit tussen de twee academies..
- Ikkou Kasumi (霞一甲, Kasumi Ikkō) / Horned Ninja KabutoRaiger (角忍カブトライジャー, Tsunonin Kabutoraijā): de oudste van de twee broers en daarom de leider van de twee. Zelfs nadat ze gaan samenwerken met de Hurricanegers blijft hij Yousuke’s rivaal over het leiderschap van het team. Zijn ninjatechniek is schaduw stijl.
- Isshuu Kasumi (霞一鍬, Kasumi Isshū) / Fanged Ninja KuwagaRaiger (牙忍クワガライジャー, Kibanin Kuwagaraijā): hij volgt zijn oudere broer overal. Later in de serie wordt hij verliefd op Nanami.

### Shurikenger
De Heavenly Ninja Shurikenger (天空忍者シュリケンジャー, Tenkū Ninja Shurikenjā) is een mysterieuze ninja en zesde lid van het team. Hij was ooit Asuka Kagura, een student aan de Hayate’s Way Ninja Academie, die op een dag plotseling verdween. Het blijkt dat hij Gozen tegenkwam en aanbood haar persoonlijke krijger te worden, ten koste van zijn menselijkheid. Omdat hij zijn menselijkheid heeft opgegeven, beschikt hij niet langer over een menselijke gedaante maar verkeert voortdurend in zijn getransformeerde toestand. Wel kan hij zichzelf vermommen als andere mensen. Hij kan veranderen in een minder gepantserde, maar snellere vorm genaamd {Heavenly Ninja Shurikenger Fire Mode (Tenkū Ninja Shurikenjā Faiyā Mōdo). Hij lijkt om te komen wanneer hij de Tenkuujin vernietigd in een kamikaze aanval op Satorakura, maar hij keert (zij het zeer kort) terug in de Abaranger vs. Hurricaneger team-up special.

### Hulp
- Sensei Mugansai Hinata: een ninja meester op de Hayate's Way Ninja Academie. Hij veranderde zichzelf in een hamster om aan de aanval van de Jakanja te ontsnappen, maar was vergeten hoe hij weer terug moest veranderen. In de finale weet hij zichzelf eindelijk terug te veranderen.
- Oboro Hinata: Mugansai's dochter. Zij regelt het arsenaal van het team.
- Lady Gozen: een 500 jaar oude, maar nog jong ogende, vrouw die beschermd wordt door Shurikenger. Door haar hebben beide Ninja scholen gelijke Karakuri systemen voor hun Mecha. Ze is de beschermer van de mysterieuze Spearstone, die de oorzaak is van haar lange leven. Ze wordt gedood door Sandaaru wanneer hij de steen van haar afneemt.
- Princess Raiina: een alien van de planeet Asutoramu. Ze komt alleen voor in de Hurricaneger film.
- Hyakujuu Sentai Gaoranger

### Jakanja
De Space Stealth Group Jakanja (宇宙忍群ジャカンジャ, Uchū Ningun Jakanja) zijn een buitenaards leger.
- Tau Zanto: De leider van de Jakanja. In de finale krijgt hij een sterkere reusachtige vorm. Hij vecht tegen Senpuujin in de laatste aflevering en krimpt weer tot normaal formaat wanneer Senpuujin ontploft. Hij wordt dan gedood door de Hurricaneger.

- Manmaruba (1-37): hij is het brein achter de aanvallen van de Jakanja. Hij evolueert later in een volwassen vorm en kort daarop in een nog sterkere vorm. Hij wordt gedood door TenraiSenpuujin.
- Chuuzubo (1-19, Hurricaneger vs. GaoRanger): de leider van het Bio-Ninja corps van de Jakanja. Hij heeft het vooral voorzien op de Goraiger omdat ze (volgens hem) de Jakanja hebben verraden. Hij wordt gedood door GoraiSenpujin, maar wordt in de Hurricaneger vs GaoRanger team-up weer tot leven gebracht door zijn broer.
- Sargain (1-43): de leider van het Mecha-Ninja corps van de Jakanja. Hij is eigenlijk een robot bestuurd door een kleine robot mier. Hij bouwt gedurende de serie een groot arsenaal aan enorme robots om de Hurricanegers mee te bevechten. Na de vernietiging van zijn superrobot Gaingain verliest hij de Ragin Arrow, een speciale medaille die door de Hurricanegers wordt gevonden. Door de ontploffing is hij verzwakt. Sandaaru maakt hier gebruik van en vernietigd Sargain omdat hij iets te vaak gefaald heeft.

- Satorakura (20-48): hij neemt in aflevering 20 de plaats in van Chuuzubo. Hij is de leider van het Masked-Ninja corps en heeft een ziek gevoel voor humor. Hij sterft samen met Shurikenger wanneer Tenkuujin ontploft.
- Sandaaru (40-49): een haai ninja die eigenhandig vele werelden heeft vernietigd voor hij naar de aarde kwam. Hij is de leider van het Phantom-Beast ninja corps. Hij sterft in de ontploffing wanneer Goraijin wordt vernietigd.
- Furabijou: zij verschijnt op de Aarde met haar partner Windenu. Ze heeft altijd een kladblok bij zich, waarin ze informatie bijhoudt over de monsters die gestuurd worden om te vechten tegen de Hurricanegers. Ze was een studente op een ruimte Ninja school, maar werd weggestuurd na een mislukt examen. Na ook nog eens uit haar familie te zijn gezet sloot ze zich aan bij de Jakanja. Ze overleeft de serie en verschijnt opnieuw in de Abaranger vs. Hurricaneger team-up.
- Windenu: zij verschijnt op Aarde met haar partner Furabijou. Zij vergroot de verslagen monsters. Ook zij overleeft de serie en verschijnt weer in de Abaranger vs. Hurricaneger team-up waar zij en Furabijou zich bij de Evoliens proberen aan te sluiten.
- Chubouzu (Hurricaneger vs. GaoRanger): de jongere broer van Chuuzubo. Hij dwingt een verbond tussen de Jakanja en de twee laatste Duke Orgs Tsuetsue & Yaibaiba af. Hij wordt verslagen door een gecombineerde aanval van TenkuuGoraiSenpujin en de Power Animals. Hij kon dode Jakanja (zoals zijn broer) weer tot leven brengen.
- Kenin Magerappa: de soldaten van de Jakanja.

## Shinobi Machines
De Shinobi machines zijn de Mecha van de Hurricanegers Goraijer en Shurikenger.
- Senpuujin (旋風神, Senpūjin, lit. Whirlwind God): de Hurricaneger’s enorme robot. Met het commando "Senpuujin, hurry up!" kon hij veranderen in een minder gepantserde maar wel snellere versie genaamd Senpuujin Hurrier (旋風神ハリアー Senpūjin Hariā). Deze formatie duurde maar 60 seconden. Werd vernietigd in de laatste aflevering.
  - Hurricane Hawk: Hurricane Red's mecha.
  - Hurricane Lion: Hurricane Yellow's mecha.
  - Hurricane Dolphin: Hurricane Blue's mecha.
- Gouraijin (轟雷旋風神, Gōraijin, lit. Booming Thunder God): de Gouraiger’s enorme robot. Werd gevormd met het commando "Thunderclap Fusion" (迅雷合体 Ikazuchi Gattai). Werd vernietigd toen de Gouraiger hem opofferden om Sandaru te verslaan.
  - Gorai Beetle: KabutoRaijer's mecha.
  - Gorai Stag: KugawaRaiger's personal mecha.
- Gourai Senpuujin (轟雷旋風神, Gōrai Senpūjin, letterlijk Booming Thunder Whirlwind God): combinatie van Senpuujin en Goraijin met FūraiMaru. Zijn aanval is de Rolling Thunder Hurricane. In de special Hurricaneger vs. Gaoranger brak Chubouzu de armen van Gourai Senpuujin, waarna de Gaorangers de armen vervingen door GaoShark, GaoTiger, & GaoElephant. Deze combinatie werd Gourai Senpuujin Sword & Shield (轟雷旋風神ソードアンドシールド Gōrai Senpūjin Sōdo ando Shīrudo) genoemd.
- Tenkuujin (天空神, Tenkūjin, lit. Heavenly God): Shurikenger’s persoonlijke mecha. Kan veranderen van een helikopter in een robot. Met het commando "Heavenly Armament!" (天空武装 Tenkū Busō) kan hij de plaats innemen van Hurricane Dolphin in de Senpuujin formatie om Tenkuu Senpuujin (天空旋風神 Tenkū Senpūjin, Heavenly Whirlwind God) te vormen. Ook kan hij combineren met Gouraijin om Tenkuu Gouraijin (天空轟雷神 Tenkū Gōraijin, Heavenly Booming Thunder God) te vormen. In de finale werd Tenkuujin vernietigd toen Shurikenger zichzelf blijkbaar opofferde om Satorakura te verslaan.
- Tenrai Senpuujin (天雷旋風神, Tenrai Senpūjin, lit. Heavenly Thunder Whirlwind God): combinatie van Senpuujin, Goraijin en Tenkuujin met de TriCondor. De robot gebruikt Tenkuujin’s helikopterwieken als wapen. Kan een destructieve wervelwind oproepen. Een andere techniek is de Double Cross Formation.

- Super Beast Karakuri Revolver Mammoth (Choudokyou Karakuri Revolver Manmosu): een robotische mammoet die dienst kan doen als transportmiddel voor Gourai Senpuujin en Tenrai Senpuujin. Als Gourai Senpuujin gebruikt wordt samen met de Revolver Mammoth kan hij de aanval Hurricane Thunder Strike uitvoeren. Als TenraiSenpuujin samen met Revolver Mammoth wordt gebruikt kan hij de Ultimate Rainbow aanval uitvoeren.
- Karakuri Balls (絡繰り (カラクリ) ボール, Karakuri Bōru, lit. Trick Ball): deze bollen bevatten de wapens voor de drie robots en hun combinaties. Ze kunnen worden opgeroepen via speciale medailles.
  - 01: Sword Slasher
  - 02: Goat Crusher
  - 03: Tortoise Hammer
  - 02 + 03: Goat Hammer
  - 04: Plant Axe
  - 05: Gatling Leo
  - 06: Squid Attacker
    - 05 + 06: Gatling Attack

  - 07: FuraiHead
  - 08: FuraiKnuckle
    - 07 + 08 FuraiMaru: stelt Senpuujin en Gorajin in staat te combineren tot GoraiSenpuujin

  - 09: Karakuri Mantle
  - 10: Spin Bee
  - 11: Kabuto Spear
  - 12: Catch Spider
  - 13: Karakuri Stamp
  - 14: Pitashito Hitode
  - 15: Tri Horns
  - 16: Tri Crown
  - 17: Tri Claws
    - 15 + 16 + 17:TriCondor: stelt GoraiSenpuujin en Tenkuujin in staat te combineren tot TenraiSenpuujin

## Afleveringen
1. Wind and Ninja (風とニンジャ Kaze to Ninja)
2. Giant and Mecha (巨人とカラクリ Kyojin to Karakuri)
3. An Impostor and 60 Seconds (ニセモノと60秒 Nisemono to Rokujūbyō)
4. Tunnel and Siblings (トンネルと兄妹 Tonneru to Kyōdai)
5. The Chief and the Bath (館長とお風呂 Kanchō to Ofuro)
6. Scissors and Kunoichi (ハサミとくノ一 Hasami to Kunoichi)
7. Thunder and Ninja (雷とニンジャ Ikazuchi to Ninja)
8. Wind and Thunder (疾風（はやて）と迅雷（いかづち） Hayate to Ikadzuchi)
9. Thunder Brothers and the Hourglass (雷兄弟と砂時計 Ikazuchi Kyōdai to Sunadokei)
10. The Thunder God and the Destroyed Valley (雷神と滅びの谷 Raijin to Horobiru no Tani)
11. Eating the Dream and Starting Afresh (夢喰いと再出発 Yumekui to Saishuppatsu)
12. Steel Frame and Father & Daughter (テッコツと父娘（おやこ） Tekkotsu to Oyako)
13. Moustache and Engagement Ring (ヒゲと婚約指輪 Hige to Nin'yakuyubiwa)
14. Crybaby and Candy (泣き虫とあめ玉 Nakimushi to Amedama)
15. Giant Water Bug and Contest (タガメと争奪戦 Tagame to Sōdatsusen)
16. Mist and Prediction Device (霧と予言装置 Kiri to Kanegoto Sōchi)
17. Darkness and the Island of Fights to the Death (暗闇と死闘の島 Kurayami to Shitō no Shima)
18. Father and the Bonds Between Siblings (父と兄弟の絆 Chichi to Kyōdai no Kizuna)
19. The Big Box and the Wind-Thunder Giant (大箱と風雷巨人 Dai Hako to Fūrai Kyojin)
20. Punch and Rival (パンチと好敵手（ライバル） Panchi to Raibaru)
21. Masks and Riddles (仮面とナゾナゾ Kamen to Nazonazo)
22. Wings and Ninja (翼とニンジャ Tsubasa to Ninja)
23. Cologne and the Great Detective (コロンと名探偵 Koron to Meitantei)
24. Taiko and Lightning (タイコと稲妻 Taiko to Inazuma)
25. Monster and Schoolgirl (オバケと女学生 Obake to Jogakusei)
26. Bow & Arrow and Sea Bathing (弓矢と海水浴 Yumiya to Kaisuiyoku)
27. Kushiyaki and Zero Gravity (串焼きと無重力 Kushiyaki to Mujūryoku)
28. Hurrier and Counterattack (ハリアーと逆襲 Hariā to Gyakushū)
29. Lingering Summer Heat and Stamp (残暑とスタンプ Zansho to Sutanpu)
30. Idol and Friendship (アイドルと友情 Aidoru to Yūjō)
31. Meteor and Three Wolves (流星と三匹の狼 Ryūsei to Sanbiki no Ōkami)
32. The Grim Reaper and the Final Secret (死神と最終奥義 Shinigami to Saishū Okugi)
33. Mammoth and Six People (マンモスと６人 Manmosu to Rokunin)
34. Mushrooms and 100 Points (キノコと100点 Kinoko to Hyakuten)
35. Sparkle and Shamisen (キラリと三味線 Kirari to Shamisen)
36. Ring and Revenge (リングと復讐 Ringu to Fukushū)
37. The Third Spear and the Great Escape (三の槍と大脱出 San no Yari to Dai Dasshutsu)
38. Demon Sword and Ballons (魔剣とふうせん Maken to Fūsen)
39. The Seventh Spear and the Mysterious Stone (七の槍と謎の石 Shichi no Yari to Nazo no Ishi)
40. Decoy and Ninja Law (オトリと忍の掟 Otori to Nin no Oite)
41. Medal and Comedian (メダルと漫才 Medaru to Manzai)
42. Armor and Angry Arrow (鎧と怒りの矢 Yoroi to Ikari no Ya)
43. Super Fusion and Big Clash (超合体と大激突 Chō Gattai to Dai Gekitotsu)
44. Your Majesty and the Evil Fan Beast (御前様と凶扇獣 Omae-sama to Kyō Ōgijū)
45. Refuge and Spring Cleaning (隠れ家と大掃除 Kakurega to Ōsōji)
46. New Year's Meal and Three Giants (おせちと三巨人 Osechi to San Kyojin)
47. Seal and Space Unification (封印と宇宙統一 Fūin to Uchū Tōitsu)
48. Trap and Eternal Life (罠と永遠の命 Wana to Eien no Inochi)
49. Mission and the Heavenly Ninja (使命と天空忍者 Shimei to Tenkū Ninja)
50. Darkness and a New World (暗黒と新世界 Ankoku to Shin Sekai)
51. Wind, Water, and Earth (風と水と大地 Kaze to Mizu to Daichi)

### Specials
- Ninpū Sentai Hurricaneger Shushuu and the Movie
- Ninpū Sentai Hurricaneger Super Video: Super Ninja and Super Kuroko
- Ninpū Sentai Hurricaneger: Super Ninpou CD
- Ninpū Sentai Hurricaneger vs. Gaoranger
- Bakuryū Sentai Abaranger vs. Hurricaneger

## Trivia
- In beide teamups (met Gaoranger en Abaranger) breekt Oboro de vierde wand door te zeggen dat het ten slotte toch maar een special is.
- De Jakanja krijgers zijn vernoemd naar de zeven dagen van de week: Manmaruba – Maandag, Chuuzubo – Dinsdag, Wendinu – Woensdag, Sargain – Donderdag, Furabijou – Vrijdag, Satorakura – Zaterdag en Sandaru – Zondag.
- De verschillende gedaantes die Shurikenger gebruikt in de serie worden allemaal gespeeld door acteurs uit voorgaande Sentai-series. Zo wordt hij gespeeld door de acteurs van MegaRed, MegaBlue, Red Racer, Blue Racer, FiveRed, TimeYellow, GoRed, ShishiRanger, OhRed en Battle Kenya/DenjiBlue.